# L'avi de 100 anys que es va escapar per la finestra (pel·lícula)
L'avi de 100 anys que es va escapar per la finestra (títol original en suec Hundraåringen som klev ut genom fönstret och försvann) és una pel·lícula de comèdia i aventures sueca de 2013 dirigida per Felix Herngren. La cinta està basada en la novel·la del mateix nom de Jonas Jonasson publicada en suec el 2009 i en català el 2012.
La seva estrena va tenir lloc el 25 de desembre de 2013 a Dinamarca, Suècia i Noruega. Va arribar a les cartelleres catalanes en català l'11 de juliol de 2014, amb 16 còpies en català, de les quals 14 són doblades i 2 subtitulades.

## Argument
L'Allan no és un avi corrent. Malgrat que viu en una residència i està a punt de fer 100 anys, quan li porten el pastís descobreixen que té altres plans per al seu aniversari. Vestit amb el seu millor vestit i les pantofles deixa plantats l'alcalde i la premsa local i s'escapa per la finestra. La sort l'acompanya i troba una maleta molt interessant, que els propietaris busquen desesperadament.

## Repartiment
- Robert Gustafsson: Allan Karlsson
- Iwar Wiklander: Julius
- David Wiberg: Benny
- Mia Skäringer: Gunilla
- Jens Hultén: Gäddan
- Bianca Cruzeiro: Caracas
- Alan Ford: Pim
- Sven Lönn: Hinken
- David Shackleton: Herbert Einstein
- Georg Nikoloff: Popov
- Sibylle Bernardin: Amanda Einstein